# أزمة رهائن مدرسة بسلان
أزمة رهائن مدرسة بسلان أو مجزرة بسلان هي عملية اقتحام مجموعة مسلحة مدرسة ببلدة بيسلان في روسيا واحتجاز أكثر من 1100 شخص كرهينة في 1 سبتمبر 2004، وفي اليوم الثالث من أيام الحصار اقتحمت القوات الروسية المدرسة باستخدام الدبابات والأسلحة الثقيلة وأسفر الاقتحام عن مقتل 320 رهينة على الأقل من بينهم 186 طفل وإصابة مئات أخرى.
وقد أعلن زعيم الانفصاليين الشيشانيين شامل باساييف أنه هو من نظم الهجوم على المدرسة وقد حدد باساييف قائد الهجوم في بيسلان بأنه «الكولونيل أرستخوييف» وقال أن 31 شخصا من مجموعات عرقية مختلفة في روسيا انخرطوا في الهجوم إضافة إلى اثنين من العرب 